# فرودگاه چوت-سینت-فلیپ
فرودگاه چوت-سینت-فلیپ (به انگلیسی: Chute-Saint-Philippe Aerodrome) یک فرودگاه خصوصی است که یک باند فرود شن و چمن و برف دارد و طول باند آن ۱۰۰۶ متر است. این فرودگاه در کشور کانادا قرار دارد و در ارتفاع ۲۶۲ متری از سطح دریا واقع شده‌است.